# 平和部隊
平和部隊（へいわぶたい、英語: Peace Corps）は、アメリカ合衆国連邦政府が運営するボランティア計画。ボランティアスタッフを開発途上国へと派遣し、現地の支援を行うことを目的とする。日本の青年海外協力隊の米国版である。

## 活動
平和部隊の活動目的としては、以下の3つが掲げられている。
- 技術的支援の提供
- 外国の人々がアメリカ文化を理解する手助け
- アメリカ人が外国の文化を理解する手助け

平和部隊の活動は通常その国の社会・経済開発と関連している。平和部隊の参加者はボランティアのアメリカ市民であり、3ヶ月の訓練の後、外国で24ヶ月の活動を行う。ボランティアスタッフは現地政府、学校、NPOやNGOとともに、教育、飢餓、ビジネス、IT、農業、環境といった諸問題に取り組む。ボランティアスタッフは任期終了後もさらに延長して活動を行うことが可能である。

## 沿革
平和部隊は1961年、第35代アメリカ大統領ジョン・F・ケネディにより設立された。ケネディは3月1日、平和部隊を創設する大統領令10924に署名、平和部隊の設立は翌3月2日一般に公表され、9月21日に議会の承認を受け Peace Corps Act (Pub.L. 87–293) として成立した。
1961年の誕生から2013年現在までに、のべ21万人を超えるアメリカ市民が平和部隊と参加しており、派遣国は139カ国に上る。